# Assedio di Pavia (1315)
L'assedio di Pavia del 1315 causò la caduta del regime guelfo, capeggiato dai Langosco, conti palatini di Lomello, e la temporanea conquista viscontea della città.

## Antefatti
La situazione politica pavese negli ultimi decenni del XIII secolo fu caratterizzata dagli scontri tra la fazione ghibellina, capeggiata dai Beccaria, e quella guelfa, guidata dai Langosco, conti palatini di Lomello. Tra il 1290 e il 1300 Manfredo Beccaria riuscì a imporre il suo controllo sulla città e fu nominato podestà del popolo, dei mercanti e del collegio dei notai, tuttavia nel 1300 Filippone Langosco (dopo aver sconfitto militarmente Manfredo) scacciò i Beccaria da Pavia e impose un governo capeggiato dai guelfi, che tra il 1313 e il 1315 si unì agli Angioini. Inizialmente i rapporti tra i Langosco e i Visconti furono buoni (già precedentemente, il padre di Filippone, Riccardo, aveva guidato le forze pavesi nella battaglia di Desio e aveva favorito la vittoria di Ottone Visconti e la cacciata dei Della Torre), tuttavia il fallito matrimonio tra la figlia di Matteo I Visconti Zaccarina con il Ricciardino, primogenito di Filippone, turbò i rapporti tra le due stirpi. Il Langosco mosse guerra contro Milano, ma fu fermato da Galeazzo I Visconti, mentre nel 1302 quest’ultimo tentò di conquistare Pavia, ma venne respinto. Sempre nello stesso anno il Langosco riuscì a organizzare una lega contro i Visconti nella quale entrarono il marchese di Monferrato, Cremona, Lodi, Piacenza, Vercelli e Novara e che riuscì a cacciare Matteo I Visconti da Milano. Filippone Langosco si alleò allora con i Della Torre, unione sancita dal matrimonio di sua figlia Brumisunde con Guido Della Torre che nel 1308 diventò signore di Milano. Il potere di Filippone Langosco fu messo in crisi dalla discesa in Italia dell’imperatore Enrico VII, che voleva una riappacificazione tra i Langosco e i Beccaria, questi ultimi ormai solidamente legati ai Visconti. Nel 1312 Filippone Langosco, insieme al genero Giberto III da Correggio, ai fuoriusciti milanesi guidati dai Della Torre, ai parmigiani, ai lodigiani e ai cremonesi, tentò di scacciare Galeazzo I Visconti da Piacenza, ma durante il combattimento fu ferito e catturato dai viscontei. I suoi figli Ricciardino, Guido e Gherardino continuarono la lotta contro i Visconti e i Beccaria. Nel 1314 le forze dei signori di Milano, insieme con i fuoriusciti pavesi, attaccarono la Lomellina, mentre l’anno successivo, i pavesi ottennero alcuni successi a Novara e sul Ticino presso Vigevano, dove la flotta pavese riuscì a incendiare il ponte fortificato gettato dai viscontei. Matteo I Visconti, per sbarrare i collegamenti tra Pavia e le forze angioine in Piemonte, fece realizzare un castello alla confluenza dello Scrivia nel Po. Nel luglio del 1315 le forze guelfe, guidate da Ugo del Balzo e composte dai seguaci dei Della Torre, da pavesi, vercellesi, astigiani e alessandrini, tentarono la conquista della fortificazione, ma vennero sconfitte. La sconfitta permise ai Visconti di dirigersi ora contro Pavia.

## L'assedio

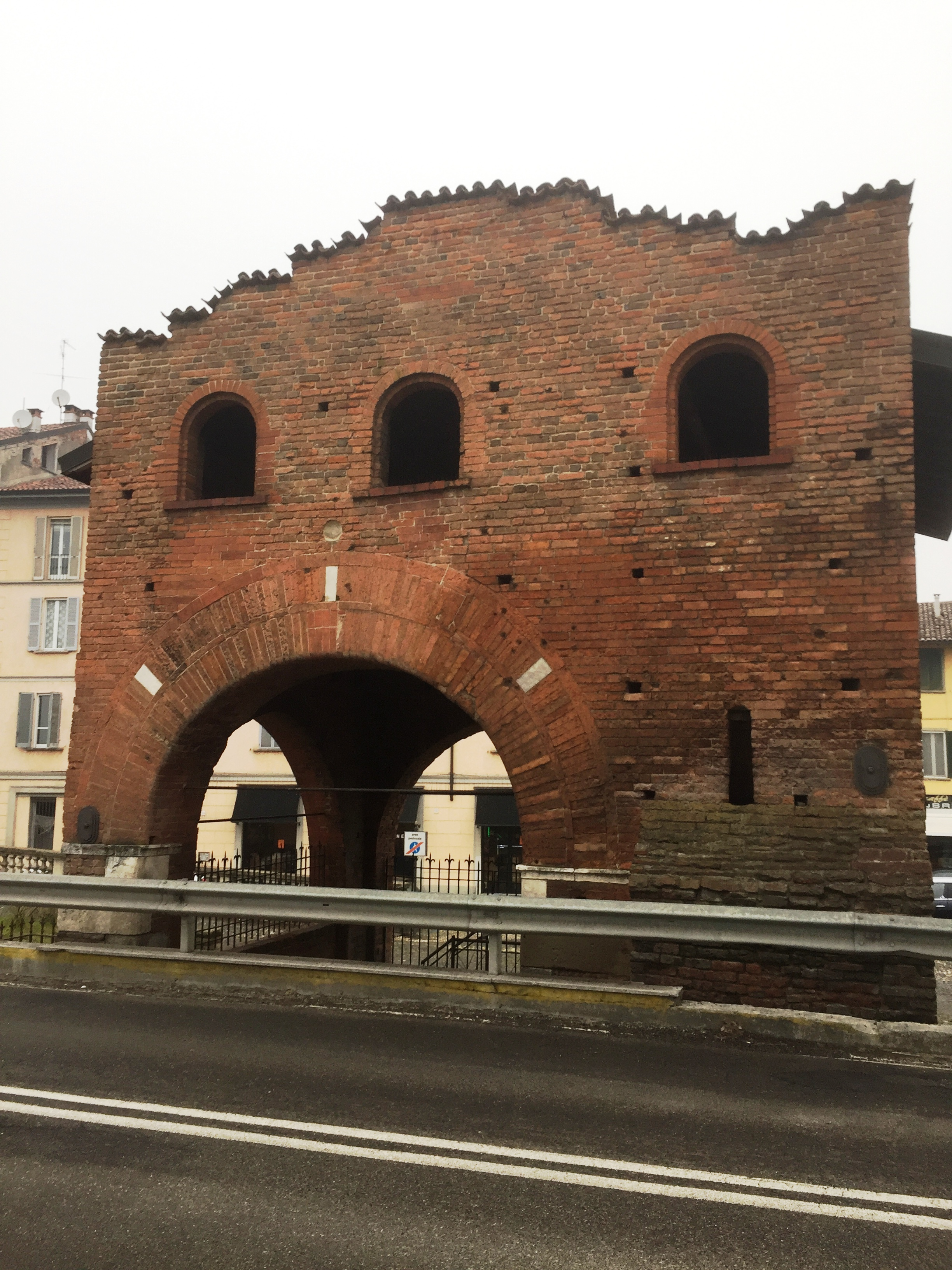
Porta Nuova, una delle porte urbiche della città (XII-XIII secolo)

Come già sperimentato durante il fallito assedio di Galeazzo I Visconti del 1302, Pavia era una città difficile da assediare. Il centro, infatti, pur essendo posto in una zona pianeggiante, era difeso a sud dal Ticino, oltre il quale si trovava un sobborgo della città, collegato a Pavia tramite un ponte e non incluso nel perimetro della cinta urbana ma protetto da un ramo del Ticino, il Gravellone, allora navigabile. Lo stesso Ticino, nei pressi di Pavia, si divideva in numerosi meandri, intercalati da boschi, lanche e zone umide, ma le difese naturali della città non si limitavano al Ticino: due piccoli corsi d’acqua (il Navigliaccio e le due Vernavole) originati dalle risorgive e dotati di acque perenni, scavavano due profondi avvallamenti a est e a ovest della città. Pavia inoltre era provvista di solide opere fortificate, la città infatti disponeva di tre recinti di mura, l’ultimo dei quali caratterizzato da ampi e profondi fossati. L’assedio avrebbe necessitato la mobilitazione non solo di un grande contingente di uomini, ma anche di navi per impedire l’arrivo in città di rifornimenti e soccorsi per via fluviale, tuttavia, il comandante visconteo Stefano Visconti, al quale si erano aggiunti anche i Beccaria e i fuoriusciti pavesi, decise di tentare di conquistare la città tramite un’abile azione notturna. Circa 500 cavalieri, per lo più tedeschi, si appostarono lungo la strada per Cremona e Piacenza, fuori porta Santa Giustina, mentre altri uomini vennero inviati dall’altre parte del Ticino con l’obiettivo di conquistare il ponte sul fiume. Nella notte tra il 5 e il 6 ottobre, le forze viscontee poste presso il ponte, issarono su alcune aste più di cento lanterne di ferro e le accesero, facendo così credere ai nemici di essere, nel buio della notte, attaccati da un forte contingente, molto più numeroso di quanto in realtà esso fosse.
Tuttavia i viscontei furono ben presto attaccati da Ricciardino Langosco, che si buttò contro di loro con soli 30 cavalieri, seguito poi dal popolo in armi. Ma mentre presso il ponte gli uomini di Stefano Visconti e dei Beccaria venivano respinti, i cavalieri appostati fuori porta Santa Giustina si misero in azione. Grazie all’aiuto dei Beccaria, alcuni difensori della porta, guidati da un certo Marchetto Salerno, tradirono i Langosco e abbatterono il bastione di legno difensivo, permettendo così ai cavalieri tedeschi di Stefano Visconti di penetrare in città. Presso la piazza della chiesa di San Giovanni in Borgo (ora piazza del Collegio Borromeo) i mercenari si scontrarono con i cavalieri guidati da Simone Della Torre, al quale si unirono Ricciardino Langosco e parte delle forze pavesi. Spaventati dal contrattacco, nel buio più totale, i cavalieri tedeschi cominciarono a retrocedere e furono quasi ricacciati dalla città, tuttavia, giunti nei pressi della porta da cui erano penetrati, si riorganizzarono, ricevettero rinforzi e, soprattutto, grazie ad alcune fiaccole, poterono osservare che il contingente guidato da Ricciardino Langosco e da Simone Della Torre era estremamente limitato. Così contrattaccarono e sbaragliarono gli avversari, Ricciardino Langosco morì nel combattimento, mentre Simone Della Torre riuscì a mettersi in salvo fuggendo da Pavia. La città fu saccheggiata dai Viscontei e, soprattutto, dai fuoriusciti pavesi guidati da Beccaria, che si vendicarono con i membri della fazione guelfa. Il Regisole, un’antica statua equestre in bronzo che era uno dei simboli della città, venne portata a Milano come trofeo, anche se fu poi restituita nel 1335 ai pavesi.

## Conseguenze
Diversamente da altri centri, i Visconti mantennero un controllo diretto sulla città solo per pochi anni, preferendo affidarne il governo ai loro alleati: i Beccaria, che, pur mantenendo in vita le tradizioni istituzioni comunali, divennero “signori velati” di Pavia e continuarono a esserlo fino alla definitiva conquista viscontea del 1359.